# David Baker (biochimico)
David Baker (Seattle, 6 ottobre 1962) è un biochimico statunitense, vincitore del Premio Nobel per la chimica 2024.
Nel 2024, ha ricevuto il Premio Nobel per la Chimica "per la progettazione computazionale delle proteine". Ha condiviso il premio con Demis Hassabis e John M. Jumper, premiati "per i sistemi di predizione delle proteine".
Direttore del BakerLab e dell'Institute for Protein Design dell'Università di Washington, è il padre del progetto di calcolo distribuito Rosetta@Home.